# 美国血液学会
美国血液学会（英語：American Society of Hematology）是一个美国血液学组织，也是全球最大的血液学专业协会。

## 历史
1958年成立于美国华盛顿哥伦比亚特区，每年12月会举办年会，吸引3万名专家参会。第一届年会于1958年4月在新泽西州大西洋城举行，有超过300名专家到会。截至2020年有超过17,000名会员，有发行期刊《血液》，是血液学领域被引用次数最多的同行评议杂志。